# Équipe des États-Unis féminine de soccer en 2012
Cet article traite de la Équipe des États-Unis de soccer féminin en 2012, pour l'équipe masculine, voir Équipe des États-Unis de soccer en 2012.
Chronologie
Saison précédente
La campagne 2012 de l'équipe des États-Unis de soccer féminin.

## L'équipe

### Effectif actuel
| Sélectionneur | Sélectionneur | Pia Sundhage       | Pia Sundhage      | Pia Sundhage | Pia Sundhage | Pia Sundhage              |
| N°            | Pos           | Nom                | Date de naissance | Sélections   | Buts         | Club                      |
| 1             | GB            | Hope Solo          | 30 juillet 1981   | 125          | 0            | Sounders Women de Seattle |
| 18            | GB            | Nicole Barnhart    | 10 octobre 1981   | 43           | 0            | Sans club                 |
| 21            | GB            | Jillian Loyden     | 25 mai 1985       | 3            | 0            | Sans club                 |
|               |               |                    |                   |              |              |                           |
| 2             | DF            | Heather Mitts      | 9 juin 1978       | 128          | 2            | Sans club                 |
| 3             | DF            | Christie Rampone   | 24 juin 1975      | 267          | 4            | Sans club                 |
| 4             | DF            | Becky Sauerbrunn   | 6 juin 1985       | 28           | 0            | D.C. United Women         |
| 5             | DF            | Kelley O'Hara      | 4 août 1988       | 26           | 0            | Sans club                 |
| 6             | DF            | Amy LePeilbet      | 12 mars 1982      | 76           | 0            | Sans club                 |
| 14            | DF            | Meghan Klingenberg | 2 août 1988       | 2            | 0            | Western New York Flash    |
| 19            | DF            | Rachel Buehler     | 26 août 1985      | 89           | 3            | Sans club                 |
|               |               |                    |                   |              |              |                           |
| 7             | ML            | Shannon Boxx       | 29 juin 1977      | 171          | 23           | Sans club                 |
| 9             | ML            | Heather O'Reilly   | 2 janvier 1985    | 171          | 35           | Breakers de Boston        |
| 10            | ML            | Carli Lloyd        | 16 juillet 1982   | 142          | 41           | Sans club                 |
| 12            | ML            | Lauren Cheney      | 30 septembre 1987 | 73           | 18           | Sans club                 |
| 15            | ML            | Megan Rapinoe      | 5 juillet 1985    | 59           | 17           | Sounders Women de Seattle |
| 16            | ML            | Lori Lindsey       | 19 mars 1980      | 30           | 1            | Western New York Flash    |
| 17            | ML            | Tobin Heath        | 29 mai 1988       | 52           | 6            | New York Fury             |
|               |               |                    |                   |              |              |                           |
| 8             | AT            | Amy Rodriguez      | 17 février 1987   | 94           | 25           | Sans club                 |
| 11            | AT            | Sydney Leroux      | 7 mai 1990        | 19           | 9            | Sounders Women de Seattle |
| 13            | AT            | Alex Morgan        | 2 juillet 1989    | 49           | 31           | Sounders Women de Seattle |
| 20            | AT            | Abby Wambach       | 2 juin 1980       | 189          | 145          | Sans club                 |
| 22            | AT            | Christen Press     | 29 décembre 1988  | 0            | 0            | Kopparbergs/Göteborg FC   |

#### Effectif complémentaire
| Pos. | Nom                | Date de Naissance | Sél. | Buts | Club                      | Dernier appel                |
| ---- | ------------------ | ----------------- | ---- | ---- | ------------------------- | ---------------------------- |
| GB   | Nicole Barnhart    | 10 octobre 1981   | 43   | 0    | Sans club                 | JO Londres 2012, 9 août 2012 |
| GB   | Ashlyn Harris      | 19 octobre 1985   | 0    | 0    | FCR 2001 Duisburg         | vs Brésil, 3 avril 2012      |
| DF   | Meghan Klingenberg | 2 août 1988       | 2    | 0    | Western New York Flash    | JO Londres 2012 (pré-liste)  |
| DF   | Stephanie Cox      | 3 avril 1986      | 82   | 0    | Sounders Women de Seattle | vs Brésil, 3 avril 2012      |
| DF   | Whitney Engen      | 28 novembre 1987  | 0    | 0    | Pali Blues                | vs Japon, 1er avril 2012     |
| ML   | Lori Lindsey       | 19 mars 1980      | 30   | 1    | Western New York Flash    | JO Londres 2012 (pré-liste)  |
| AT   | Christen Press     | 29 décembre 1988  | 0    | 0    | Kopparbergs/Göteborg FC   | JO Londres 2012 (pré-liste)  |

## Statistiques

### Matchs de la campagne 2012
| No | Date               | Lieu                                      | Adversaire             | Score | Comp. | Buteuse(s) États-Unis | Buteuse(s) adversaire       |
| -- | ------------------ | ----------------------------------------- | ---------------------- | ----- | ----- | --- | --------------------------- |
| 1  | 20 janvier 2012    | Vancouver, BC Place                       | République Dominicaine | 0-14  | T.    | Wambach (1re, 19e), Lloyd (4e), Buehler (7e), O'Reilly (17e, 32e, 78e), Heath (30e), Rodriguez (46e, 48e, 58e, 70e, 75e), Cheney (64e)       |                             |
| 2  | 22 janvier 2012    | Vancouver, BC Place                       | Guatemala              | 13-0  | T.    | Wambach (12e, 15e), Cheney (25e), Rodriguez (29e), Lloyd (33e), Lindsey (34e), Leroux (48e, 50e, 57e, 70e, 87e), Rapinoe (75e), Morgan (83e) |                             |
| 3  | 24 janvier 2012    | Vancouver, BC Place                       | Mexique                | 4-0   | T.    | Lloyd (8e, 57e, 86e), O'Reilly (9e) |                             |
| 4  | 27 janvier 2012    | Vancouver, BC Place                       | Costa Rica             | 3-0   | T.    | Heath (16e), Lloyd (72e), Morgan (89e) |                             |
| 5  | 29 janvier 2012    | Vancouver, BC Place                       | Canada                 | 0-4   | T.    | Morgan (4e, 56e), Wambach (24e, 28e) |                             |
| 6  | 11 février 2012    | Frisco, FC Dallas Stadium                 | Nouvelle-Zélande       | 2-1   | A.    | Morgan (88e, 90+3e) | Wilkinson (49e)             |
| 7  | 29 février 2012    | Lagos, Estádio Municipal                  | Danemark               | 5-0   | AC.   | Morgan (21e, 84e), Wambach (44e), Lloyd (76e), Leroux (90+3e)                                                                                |                             |
| 8  | 2 mars 2012        | Lagos, Estádio Municipal                  | Norvège                | 1-2   | AC.   | Wambach (51e), Leroux (81e) | Thorsnes (90+3e)            |
| 9  | 5 mars 2012        | Faro, Estádio Algarve                     | Japon                  | 0-1   | AC.   | | Takase (84e)                |
| 10 | 7 mars 2012        | Parchal, Estádio Municipal                | Suède                  | 4-0   | AC.   | Morgan (4e, 33e, 71e), Wambach (37e) |                             |
| 11 | 1er avril 2012     | Sendai, Yurtec Stadium Sendai             | Japon                  | 1-1   | K.    | Morgan (72e) | Kinga (31e)                 |
| 12 | 3 avril 2012       | Chiba, Fukuda Denshi Arena                | Brésil                 | 3-0   | K.    | Lloyd (18e), Boxx (23e), Rodriguez (83e) |                             |
| 13 | 27 mai 2012        | Chester, PPL Park                         | Chine                  | 4-1   | A.    | Morgan (34e, 50e), Gaoping (36e csc), Wambach (83e)                                                                                          | Rui (23e)                   |
| 14 | 16 juin 2012       | Halmstad, Örjans Vall                     | Suède                  | 1-3   | I.    | Wambach (8e), Morgan (22e), Heath (56e) | Schelin (35e)               |
| 15 | 18 juin 2012       | Halmstad, Örjans Vall                     | Japon                  | 4-1   | I.    | Morgan (3e, 61e), Wambach (10e, 90+2e) | Ōgimi (28e)                 |
| 16 | 30 juin 2012       | Sandy, Rio Tinto Stadium                  | Canada                 | 2-1   | A.    | Moscato (15e csc), Rodriguez (85e) | Tancredi (57e)              |
| 17 | 25 juillet 2012    | Glasgow, Hampden Park                     | France                 | 4-2   | JO.   | Wambach (19e), Morgan (32e, 66e), Lloyd (56e)                                                                                                | Thiney (12e), Delie (14e)   |
| 18 | 28 juillet 2012    | Glasgow, Hampden Park                     | Colombie               | 3-0   | JO.   | Rapinoe (33e), Wambach (74e), Lloyd (77e) |                             |
| 19 | 31 juillet 2012    | Manchester, Old Trafford                  | Corée du Nord          | 1-0   | JO.   | Wambach (25e) |                             |
| 20 | 3 août 2012        | Newcastle, St James' Park                 | Nouvelle-Zélande       | 2-0   | JO.   | Wambach (27e), Leroux (87e) |                             |
| 21 | 6 août 2012        | Manchester, Old Trafford                  | Canada                 | 3-4   | JO.   | Rapinoe (54e, 70e), Wambach (80e pen.), Morgan (120+3e)                                                                                      | Sinclair (22e, 67e, 73e)    |
| 22 | 9 août 2012        | Londres, Wembley                          | Japon                  | 2-1   | JO.   | Lloyd (8e, 54e) | Ōgimi (63e)                 |
| 23 | 1er septembre 2012 | Rochester, Sahlen's Stadium               | Costa Rica             | 8-0   | A.    | Rapinoe (14e, 44e), Wambach (24e, 31e), Morgan (38e), Leroux (78e), Lloyd (83e), O'Reilly (88e)                                              |                             |
| 24 | 16 septembre 2012  | Carson, The Home Depot Center             | Australie              | 2-1   | A.    | Morgan (55e), Boxx (63e) | De Vanna (34e)              |
| 25 | 19 septembre 2012  | Commerce City, Dick's Sporting Goods Park | Australie              | 6-2   | A.    | O'Reilly (25e), Morgan (43e, 63e), Wambach (53e), Boxx (69e), Leroux (82e)                                                                   | De Vanna (32e), Walsh (34e) |
| 26 | 20 octobre 2012    | Bridgeview, Toyota Park                   | Allemagne              | 1-1   | A.    | Wambach (2e) | Mittag (14e)                |
| 27 | 23 octobre 2012    | East Hartford, Rentschler Field           | Allemagne              | 2-2   | A.    | Wambach (44e), Heath (67e) | Marozsan (48e, 85e)         |
| 28 | 28 novembre 2012   | Portland, Jeld-Wen Field                  | République d'Irlande   | 5-0   | A.    | Morgan (24e, 34e, 44e), Leroux (62e, 81e) |                             |
| 29 | 1er décembre 2012  | Glendale, University of Phoenix Stadium   | République d'Irlande   | 2-0   | A.    | Morgan (1re), Rapinoe (38e) |                             |
| 30 | 8 décembre 2012    | Detroit, Ford Field                       | Chine                  | 2-0   | A.    | Lloyd (51e), Leroux (85e), |                             |
| 31 | 12 décembre 2012   | Houston, BBVA Compass Stadium             | Chine                  | 4-0   | A.    | Wambach (20e, 63e), Lloyd (62e), Rodriguez (85e)                                                                                             |                             |
| 32 | 15 décembre 2012   | Boca Raton, FAU Stadium                   | Chine                  | 4-1   | A.    | Wambach (18e, 64e), Rapinoe (36e), Leroux (87e)                                                                                              | Peng (45e)                  |

| Score : - G = Match gagné - N = Match nul - P = Match perdu | Compétition : - A. = Match amical - T. = Tournoi pré-olympique de la CONCACAF 2012 - AC. = Algarve Cup - JO. = Jeux olympiques d'été de 2012 - K. = Kirin Challenge Cup 2012 - I. = Sweden Invitational 2012 |